# Holte MTB Klub
Клуб маунтинбайка в Хольте (дат. Holte MTB Klub, Holte Mountainbike Klub, HMTBK) — один из старейших велоспортивных клубов Дании для любителей маунтинбайка, расположенный в Хольте, пригороде Копенгагена.

## Описание
Holte MTB Klub был основан весной 1991 года, и сегодня в клубе насчитывается около 250 членов, из которых около 100 — юные гонщики. Клуб полностью управляется волонтёрами. Члены клуба участвуют в соревнованиях в местных лесах и в других местах как внутри страны, так и за рубежом.
Holte MTB Klub является зарегистрированным членом Датского союза велосипедистов. Среди прочего, клуб является организатором датского чемпионата по маунтинбайку. Несколько гонщиков из Holte MBK Klub входили в национальную сборную или завоевывали медали различных чемпионатов как в маунтинбайке, так и в шоссейном велоспорте.
В клубе Holte MTB Klub есть детско-юношеская секция под названием HMTBK Future для гонщиков младше 18 лет.
В клубе много детей и взрослых, участвующих в велогонках, и клуб старается организовывать ежегодный молодёжный кубок DCU, раздел Flammen Liga Powered by SRAM или собственные гонки. От членов клуба ожидается помощь и содействие, например, в виде маршалинга трассы, установки палаток/площадки и, возможно, обеспечения питанием. HMTBK также проводит ежегодный трек-день в Geels Skov. Члены HMTBK совместно выполняют волонтёрскую работу в объёме 2-3 полных рабочих дня в год.
Каждую осень HMTBK проводит клубную вечеринку для детей и взрослых.
Регистрироваться для участия в поездках необходимо на сайте клуба: hmtbk.dk (в разделе «Клубный модуль»).

## Цели клуба
- Стимулировать у членов клуба удовольствие и желание кататься по пересечённой местности на горных велосипедах[3].
- Развивать членов клуба.
- Создать сильное велосипедное сообщество и вовлекать его членов в принятие решений.
- Информировать членов о работе совета и комитетов.
- Развивать навыки членов клуба.
- Воспитывать звёзд мирового класса в маунтинбайке.

## Клубные группы

### Группа в Facebook HMTBK — Holte Mountainbike Klub
Группа в Facebook является «публичной», что означает, что любой может искать и читать в ней. Таким образом, предоставлятся возможность всем желающим заглянуть в «виртуальный клуб» HMTBK.
Группа предназначена для членов клуба, оплативших членский взнос. Вступить в группу можно только в том случае, если вы являетесь членом HMTBK или у вас есть дети. Хотя все могут читать сообщения в группе, взаимодействие в группе (комментирование, размещение сообщений, регистрация и т. д.) требует членства.
Администраторы группы оставляют за собой право удалять оскорбительные и неуместные комментарии и сообщения. Продажа клубной одежды, велосипедов и запчастей разрешена с помощью отдельной функции.
Правление клуба регулярно выкладывает информационные бюллетени на стену в группе. Здесь члены клуба получают информацию о том, что происходит в клубе, о мыслях и проектах правления. Здесь также можно связаться с председателем Хенриком Сёбергом.

### Группа талантов
В группу талантов принимаются дети от 15 лет и старше. Они должны получить предложение о приёме в группу. Формальных требований к успеваемости для вступления в группу нет, но есть высокие требования к отношению к спорту и старанию. Индивидуальные планы тренировок не выдаются, но есть общий план тренировок группы, которому необходимо следовать. Главный тренер группы — Бо Фальк Хансен.

### Группа HMTBK Adult
HMTBK senior/adult состоит из почти 200 увлеченных членов в возрасте 20-60+ лет, которые любят участвовать в кросс-кантри и марафонах в лесах к северу от Копенгагена и за границей.

### Группа HMTBK Elite
В группу HMTBK Elite входят избранные гонщики, которые получают дополнительную поддержку от клуба. Решение о включении принимает клубный комитет по элите и талантам и главный тренер Бо Фальк Хансен. Совет директоров утверждает членов группы и дорабатывает правила субсидирования/соглашения о субсидировании. Управление данным проектом осуществляется комитетом по элите и службой поддержки элит в HMTBK в сотрудничестве с AimHigh.

## Команды
Благодаря концепции обучения в зависимости от возраста и структурированным тренировкам, которые направлены на получение удовольствия от катания на горном велосипеде и постоянное расширение границ, дети и подростки делятся на различные команды.
Общая структура команд в HMTBK основана на возрасте и уровне катания. С 2019 года члены клуба объединялись в следующие команды:
- зелёные команды (U9+U11)
- жёлтые команды (U13+U17)
- фиолетовые и оранжевые команды (U13+U15)
- синие и красные команды (U17+U19).

Также в клубе есть группа талантов, которая в основном состоит из гонщиков из оранжевой и красной команд, но которые проходят дополнительную подготовку. Новые гонщики обычно начинают в зелёной или жёлтой команде в зависимости от возраста.

## Комитеты
Ниже перечислены комитеты, существующие в Holte MTB Klub. У каждого комитета есть координатор, который раз в год рассылает информацию небольшим письмом. Координатор также добавляет сообщение в группу в Facebook, чтобы информация дошла до членов клуба.
- Комитет по элите и талантам
- Комитет по тренировкам
- Комитет по клубной одежде
- Молодёжный комитет (FUTURE)
- Комитет по клубным вечеринкам
- Спонсорский комитет
- Комитет по проведению гонок
- Лекционный комитет
- Комитет по спиннингу
- Комитет по турам
- Комитет Facebook
- Веб-комитет
- Комитет гильдии трекеров

## Тренировки
В клубе есть 3 постоянных тренера в каждой команде, которые строят безопасные отношения с детьми и обладают достаточным уровнем компетенции, чтобы перевести детей в следующую по уровню команду.
Основное внимание уделяется развитию технических навыков управления велосипедом и увеличению скорости. Именно в предпубертатный период чувство равновесия и техника развиваются быстрее всего.
Тренировки проходят в основном в виде туров, где отрабатываются различные темы — прохождение поворотов, прыжки, езда в гору и т. д., по мере того, как они вписываются в маршрут. По мере роста уровня детей увеличиваются сложности и скорость. Если детям ещё не исполнилось 10 лет или они не очень хорошо чувствуют себя с тренером, ребёнок может ездить с одним из родителей.
Когда техника, скорость и выносливость достигают достаточного уровня, прогулки становятся более продолжительными, например, вокруг озера Фюресёен, а тренировочных дней становится больше.

### Тренировки юниоров
Тренировки в отделении HMTBK Future для гонщиков младше 18 лет, проводятся по субботам в 10:00, старт — с парковки за ратушей Рудерсдаля. Тренировки проводятся в группах в соответствии с уровнем подготовки.
По средам проводятся быстрые туры, и дети приглашаются на них, если они достигли достаточного уровня техники и физического развития. Важно, чтобы все получили хороший опыт. Поэтому ребёнок должен обладать определённой техникой и опытом езды на велосипеде.
Команды по субботам различаются по цветам, а тренеры носят цветные жилеты, чтобы всем было видно, кто какую команду тренирует. У каждой команды есть своя (закрытая) группа в Facebook, где координируются тренировки. Группы состоят из тренеров и родителей/детей, которые находятся в постоянном диалоге.
У HMTBK Future есть свой комитет, за который в 2024 году отвечал Уффе Дегн. Приглашения на тренировки в среду, и продвижение в команду на уровень выше осуществляются только Комитетом HMTBK Future в сотрудничестве с тренерами команд.
Многие тренеры в HMTBK Future — это родители или энтузиасты, которые сами занимаются маунтинбайком.

### Тренировки по технике и упражнениям
Занятия по технике и упражнениям проводятся для любителей, которые хотят начать кататься на велосипеде или улучшить свои навыки езды на нём. На занятиях рассматриваются основы техники маунтинбайка, даются ответы на вопросы и советы для менее опытных велосипедистов. Занятия проводятся для обоих полов по средам в летний период, старт с парковки за ратушей Рудерсдаля в 17:30. Информация о тренировках заранее публикуется в группе HMTBK-Holte Mountainbike Klub на Facebook. В зимний период — старт по субботам в 10:00-12:00 от ратуши Рудерсдаль. Прокат велосипедов можно заказать в клубе. Любой желающий может принять участие в тренировках один или два раза в качестве пробного периода без уплаты членского взноса.

### Тренировки для взрослых
Тренировки для взрослых — это интервальные тренировки для продвинутых и очень продвинутых гонщиков. Между интервалами есть заезд, но нет паузы, поэтому требуется хороший базовый уровень. Примерно на половину тренировок в течение года клуб нанимает профессионального тренера. Тренировочный комитет (члены-волонтеры с большим опытом в MTB) отвечает за остальные тренировки под руководством главного тренера клуба — Бо Фалька Хансена.
Интервальные тренировки начинаются в начале апреля и заканчиваются в начале октября классическим Гран-при в Руде Сков (неофициальная велосипедная гонка), а затем общим обедом.
По вторникам команда отправляется от трассы Fredensborgvej в направлении Det Gamle Ishus (Харесков) в 17:30. По четвергам команда отправляется с парковки за ратушей Рудерсдаля в 17:30, в 2018 году тренировки стартовали со стадиона Рудегаард.
Осенью (в конце октября) начинаются тренировки по велокроссу. Тренировки проводятся в вечернее время, с искусственным освещением, на MTB или кроссовых велосипедах. Перерывы между интервалами около 5 минут. Кроссовые тренировки проходят до конца марта.
Информация о некоторых тренировках MTB заранее публикуется в группе HMTBK — Holte Mountainbike Klub на Facebook.
Существует комитет по тренировкам. Его возглавляет Карстен Кристиансен.

### Воскресная поездка от станции Хольте
По воскресеньям проводится поездка клуба HMTBK для взрослых. Группа отправляется со станции Holte (со стороны Vejlesø) ровно в 9:00. Ожидание не предусмотрено.
Поездка имеет большую продолжительность — 2-3 часа в бодром темпе, и предназначена для опытных велосипедистов.
В команде нет специального тренера, но часто встречаются известные гонщики HMTBK, которые проводят поездки по лесам вокруг Хольте, Харескова, Сьельсё, Хиллерода и других красивых мест. Летом по пути группа часто посещает кафе, чтобы насладиться чашечкой кофе.
Информация о турах обычно не публикуется в группе HMTBK- Holte Mountainbike Klub на Facebook, так как участники есть всегда, круглый год.

### Спиннинг
Спиннинг — высокоинтенсивные интервальные групповые тренировки на стационарном велосипеде. HMTBK проводит занятия по спиннингу с октября по март в собственном закрытом классе и с собственным инструктором. В настоящее время спиннинг проводится в спорткомплексе Impuls в Хольте.

## Клубная форма
У Holte MTB Klub есть своя клубная форма. Это чёрный джерси с красными вставками на плечах и бёдрах (см. на илл). Клубную форму можно заказать несколько раз в год. Информация о сроках заказа публикуется в группе HMTBK в Facebook. Помимо новой клубной формы, члены клуба часто могут приобрести форму, бывшую в употреблении. Она также продаётся через сообщения в группе Facebook.

## Членский взнос
Размер членского взноса определяется общим собранием. Членский взнос взимается в виде ежегодного платежа 1 января каждого года. Новые члены, присоединившиеся в первом-третьем квартале, платят полный годовой взнос. Члены, вступившие в четвёртом квартале, платят 10 % от суммы годового взноса.
В 2022 году ежегодный членский взнос составлял 600 датских крон для всех членов. Новые совершеннолетние члены (то есть старше 18 лет) платят вступительный взнос в размере 1000 датских крон, который возвращается при покупке клубной одежды на сумму не менее 1000 датских крон путем предоставления доказательства покупки на контактный адрес электронной почты клуба.

## Совет директоров
- Эрик Хоугс (дат. Erik Hougs) — председатель совета директоров[3].
- Ханс Р. Нильсен (дат. Hans R. Nielsen) — член совета директоров.
- Сесилиа Нёргорд (дат. Cecilia Nørgaard) — член совета директоров.
- Сесилие Асков Грау (дат. Cecilie Askov Grau) — член совета директоров.
- Карстен Хоугс Линд (дат. Carsten Hougs Lind) — казначей.
- Сесилие Кристофферсен (дат. Cæcilie Christoffersen) — помощник.
- Стеффен Труельсен (дат. Steffen Truelsen) — помощник.